# ウェリントン・ジュニオール・フェレイラ・ドス・サントス
ウェリントン・ジュニオール・フェレイラ・ドス・サントス（Welinton Júnior Ferreira dos Santos、1993年6月8日 - ）は、ブラジルサンパウロ出身のプロサッカー選手。ポジションはフォワード。
Jリーグ時代の登録名はウェリントン・ジュニオール、Kリーグ時代の登録名はウェリントン（ハングル: 웰링턴）。

## 来歴
グレミオ、コリチーバの下部組織を経て、2013年ゴイアスに加入。同年4月30日、AAアパレシデンセ戦でプロデビューを果たす。その後はジョインヴィレ、パイサンドゥ、ミラソウなどのクラブを渡り歩き、2019年にポルトガルのCDアヴェスへ移籍。2020年に同じくポルトガルのポルティモネンセに移籍した。
2021年1月11日、Jリーグの湘南ベルマーレに期限付き移籍での加入が発表された。2022年1月8日、移籍期間満了による退団が発表された。

## 所属クラブ
- 2013年 - 2015年  ゴイアスEC
- 2015年 - 2016年  ジョインヴィレEC
  - 2015年  パイサンドゥSC（期限付き移籍）
  - 2016年  クルーベ・ジ・レガタス・ブラジル（期限付き移籍）
- 2017年  ミラソウFC
  - 2017年  パイサンドゥSC（期限付き移籍）
- 2018年  アソシアソン・フェロヴィアリア・ジ・エスポルテス
- 2018年  GEブラジウ
- 2019年  コリチーバFC
- 2019年 - 2020年  CDアヴェス
- 2020年 - 2023年  ポルティモネンセSC
  - 2021年  湘南ベルマーレ（期限付き移籍）
- 2023年 -  江原FC

## Jリーグでの個人成績
| 国内大会個人成績 | 国内大会個人成績 | 国内大会個人成績 | 国内大会個人成績 | 国内大会個人成績 | 国内大会個人成績 | 国内大会個人成績 | 国内大会個人成績 | 国内大会個人成績 | 国内大会個人成績 | 国内大会個人成績 | 国内大会個人成績 |
| 年度             | クラブ           | 背番号           | リーグ           | リーグ戦         | リーグ戦         | リーグ杯         | リーグ杯         | オープン杯       | オープン杯       | 期間通算         | 期間通算         |
| 年度             | クラブ           | 背番号           | リーグ           | 出場             | 得点             | 出場             | 得点             | 出場             | 得点             | 出場             | 得点             |
| 日本             | 日本             | 日本             | 日本             | リーグ戦         | リーグ戦         | リーグ杯         | リーグ杯         | 天皇杯           | 天皇杯           | 期間通算         | 期間通算         |
| ---------------- | ---------------- | ---------------- | ---------------- | ---------------- | ---------------- | ---------------- | ---------------- | ---------------- | ---------------- | ---------------- | ---------------- |
| 2021             | 湘南             | 39               | J1               | 3                | 0                | 1                | 0                | 3                | 0                | 7                | 0                |
| 通算             | 日本             | 日本             | J1               | 3                | 0                | 1                | 0                | 3                | 0                | 7                | 0                |
| 総通算           | 総通算           | 総通算           | 総通算           | 3                | 0                | 1                | 0                | 3                | 0                | 7                | 0                |